# 200 meter ryggsim för herrar i simning vid olympiska sommarspelen 2016
Herrarnas 200 meter ryggsim vid olympiska sommarspelen 2016 avgjordes 10–11 augusti 2016 i Estádio Aquático Olímpico.

## Resultat

### Försöksheat
| Placering | Heat | Bana | Namn               | Nationalitet             | Tid     | Noteringar |
| --------- | ---- | ---- | ------------------ | ------------------------ | ------- | ---------- |
| 1         | 2    | 4    | Evgeny Rylov       | Ryssland                 | 1.55,02 | Q          |
| 2         | 2    | 5    | Xu Jiayu           | Kina                     | 1.55,51 | Q          |
| 3         | 4    | 4    | Mitch Larkin       | Australien               | 1.56,01 | Q          |
| 4         | 3    | 4    | Ryan Murphy        | USA                      | 1.56,29 | Q          |
| 5         | 3    | 5    | Jacob Pebley       | USA                      | 1.56,44 | Q          |
| 6         | 2    | 3    | Jan-Philip Glania  | Tyskland                 | 1.56,50 | Q          |
| 6         | 4    | 7    | Andrey Shabasov    | Ryssland                 | 1.56,50 | Q          |
| 8         | 4    | 3    | Ryosuke Irie       | Japan                    | 1.56,61 | Q          |
| 9         | 2    | 2    | Christian Diener   | Tyskland                 | 1.56,62 | Q          |
| 10        | 4    | 6    | Josh Beaver        | Australien               | 1.56,65 | Q          |
| 11        | 3    | 6    | Li Guangyuan       | Kina                     | 1.56,85 | Q          |
| 12        | 4    | 1    | Leonardo de Deus   | Brasilien                | 1.57,00 | Q, 0NR0    |
| 13        | 2    | 6    | Masaki Kaneko      | Japan                    | 1.57,19 | Q          |
| 14        | 3    | 2    | Hugo González      | Spanien                  | 1.57,50 | Q          |
| 15        | 4    | 8    | Corey Main         | Nya Zeeland              | 1.57,51 | Q          |
| 16        | 3    | 3    | Yakov Toumarkin    | Israel                   | 1.57,58 | Q          |
| 17        | 4    | 5    | Radosław Kawęcki   | Polen                    | 1.57,61 |            |
| 18        | 1    | 4    | Robert Glință      | Rumänien                 | 1.57,91 |            |
| 19        | 2    | 7    | Ádám Telegdy       | Ungern                   | 1.59,09 |            |
| 20        | 1    | 5    | Rexford Tullius    | Amerikanska Jungfruöarna | 1.59,14 |            |
| 21        | 4    | 2    | Danas Rapšys       | Litauen                  | 1.59,58 |            |
| 22        | 3    | 1    | Dávid Földházi     | Ungern                   | 1.59,69 |            |
| 22        | 3    | 8    | Omar Pinzón        | Colombia                 | 1.59,69 |            |
| 24        | 3    | 7    | Apostolos Christou | Grekland                 | 1.59,78 |            |
| 25        | 2    | 1    | Mikita Tsmyh       | Belarus                  | 2.00,96 |            |
| 26        | 1    | 3    | Boris Kirillov     | Azerbajdzjan             | 2.05,01 |            |

### Semifinaler

#### Semifinal 1
| Placering | Bana | Namn              | Nationalitet | Tid     | Noteringar |
| --------- | ---- | ----------------- | ------------ | ------- | ---------- |
| 1         | 5    | Ryan Murphy       | USA          | 1.55,15 | Q          |
| 2         | 4    | Xu Jiayu          | Kina         | 1.55,66 | Q          |
| 3         | 6    | Ryosuke Irie      | Japan        | 1.56,31 | Q          |
| 4         | 3    | Jan-Philip Glania | Tyskland     | 1.56,53 |            |
| 5         | 2    | Josh Beaver       | Australien   | 1.56,57 |            |
| 6         | 7    | Leonardo de Deus  | Brasilien    | 1.57,67 |            |
| 7         | 8    | Yakov Toumarkin   | Israel       | 1.58,63 |            |
| 8         | 1    | Hugo González     | Spanien      | 1.59,08 |            |

#### Semifinal 2
| Placering | Bana | Namn             | Nationalitet | Tid     | Noteringar |
| --------- | ---- | ---------------- | ------------ | ------- | ---------- |
| 1         | 4    | Evgeny Rylov     | Ryssland     | 1.54,45 | Q          |
| 2         | 5    | Mitch Larkin     | Australien   | 1.54,73 | Q          |
| 3         | 3    | Jacob Pebley     | USA          | 1.54,92 | Q          |
| 4         | 7    | Li Guangyuan     | Kina         | 1.55,92 | Q          |
| 5         | 2    | Christian Diener | Tyskland     | 1.56,37 | Q          |
| 6         | 1    | Masaki Kaneko    | Japan        | 1.56,78 |            |
| 7         | 6    | Andrey Shabasov  | Ryssland     | 1.56,84 |            |
| 8         | 8    | Corey Main       | Nya Zeeland  | 1.58,08 |            |

### Final
| Placering | Bana | Namn             | Nationalitet | Tid     | Noteringar |
| --------- | ---- | ---------------- | ------------ | ------- | ---------- |
| 1         | 6    | Ryan Murphy      | USA          | 1.53,62 |            |
| 2         | 5    | Mitch Larkin     | Australien   | 1.53,96 |            |
| 3         | 4    | Evgeny Rylov     | Ryssland     | 1.53,97 | 0AR0       |
| 4         | 2    | Xu Jiayu         | Kina         | 1.55,16 |            |
| 5         | 3    | Jacob Pebley     | USA          | 1.55,52 |            |
| 6         | 7    | Li Guangyuan     | Kina         | 1.55,89 |            |
| 7         | 8    | Christian Diener | Tyskland     | 1.56,27 |            |
| 8         | 1    | Ryosuke Irie     | Japan        | 1.56,36 |            |